# Fredericktown, Ohio
Fredericktown là một làng thuộc quận Knox, tiểu bang Ohio, Hoa Kỳ. Năm 2010, dân số của làng này là 2493 người.

## Dân số
- Dân số năm 2000: 2428 người.
- Dân số năm 2010: 2493 người.